# Amara glacialis
Amara glacialis là một loài bọ cánh cứng ăn hạt thuộc họ Bọ chân chạy. Loài này có ở Siberia và Bắc Mỹ.